# Appel d'offres
 (janvier 2025).
Si vous disposez d'ouvrages ou d'articles de référence ou si vous connaissez des sites web de qualité traitant du thème abordé ici, merci de compléter l'article en donnant les références utiles à sa vérifiabilité et en les liant à la section « Notes et références ».
Pour les articles homonymes, voir ITT.

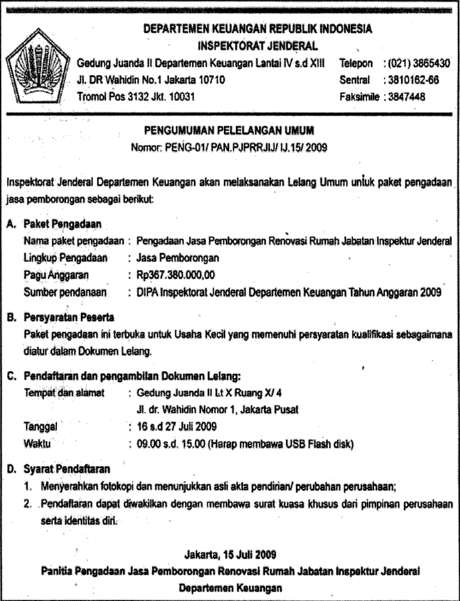
Un appel d'offres publié par le ministère des Finances indonésien dans un journal local en 2009.

Un appel d'offres (en anglais invitation to tender ou ITT) est une procédure qui permet à un commanditaire (le pouvoir adjudicateur) de faire le choix de l'entreprise (le fournisseur) la plus à même de réaliser une prestation de travaux, fournitures ou services. Le but est de mettre plusieurs entreprises en concurrence — les soumissionnaires — pour fournir un produit ou un service.
Les appels d'offres sont devenus une pratique courante de tous les processus d'achat pour les ventes business to business dès lors que leur montant est significatif. Ils traduisent le poids des directions des achats et l'intensité de la concurrence. Des Jeux olympiques à un crédit bancaire en passant par une solution industrielle ou un projet informatique, tous les secteurs sont concernés.
Pour les marchés publics, les règles de mise en concurrence sont très variables entre les différents États ou les différentes organisations supranationales, par exemple entre l'Union européenne, en particulier la France, et les États-Unis. 
Pour optimiser le processus de détection des opportunités commerciales, il est souvent nécessaire de faire appel à des sociétés intermédiaires chargées de réaliser de la veille sur les multiples sources (presse, sites web, délibérations, etc.) diffusant les appels d'offres.

## Le processus d'appel d'offres
En capitalisant sur les dernières avancées des ventes complexes, il ressort comme étant primordial d'optimiser les efforts tout au long de la démarche, avant l'appel d'offres jusqu'à sa concrétisation. Un appel d'offres se gagne au moyen d'un travail en équipe pour décider de la stratégie de réponse et formaliser de façon concurrentielle la réponse des entreprises.
On distingue les étapes suivantes :
1. Rédaction du cahier des charges.
2. Création de lots.
3. Définition des critères de choix.
4. Choix des soumissionnaires et diffusion de l'appel d'offres.
5. Réception analyse des offres et évaluation des soumissionnaires.
6. Choix du titulaire et contractualisation.

Ces étapes construisent le plan projet.

### Cahier des charges
La préparation d'un appel d'offres donne lieu à l'élaboration d'un cahier des charges, qui décrit :
- les besoins du maître d'ouvrage ;
- les grandes fonctionnalités et les usages attendus pour le produit ou service ;
- les exigences ;
- les contraintes propres à la maîtrise d'ouvrage.

Le cahier des charges peut se présenter sous la forme :
- d'une étude préalable ou de spécifications fonctionnelles générales ;
- de l'ensemble cahier des clauses techniques particulières (CCTP) et cahier des clauses administratives particulières (CCAP) pour un marché public en France, accompagnés pour les marchés de maîtrise d'œuvre d'un programme.

### Création de lots
Après la rédaction du cahier des charges, le maître d'ouvrage définit des lots de mise en œuvre, conformément à ses priorités.
Les lots font l'objet d'une mise en concurrence unique (même procédure) mais chaque lot donnera ensuite lieu à un contrat distinct.

### Critères de choix
Il s'agit de définir les méthodes d'analyse des offres et de formaliser des grilles de sélection. On peut identifier différentes thématiques :

#### Coût
Le maître d'ouvrage a l'obligation de réaliser au préalable une estimation financière de son besoin. Il choisira ensuite l'offre la plus à même de satisfaire ce besoin. Le moins-disant financièrement parlant n'est pas nécessairement le critère de sélection de l'offre retenue.
Le mieux-disant – celui qui offre le meilleur rapport qualité/prix – lui est souvent préféré. Ce dernier critère, qui laisse une marge de subjectivité, est difficile à concilier avec le Code des marchés publics, et rend la gestion de projets avancés difficile à réaliser directement par les organismes publics.

#### Langues
Les appels d'offres doivent spécifier les besoins d'adaptation des produits ou services à la langue des consommateurs ou des utilisateurs. En France, il existe une réglementation dans ce domaine.
Il peut également être nécessaire de gérer plusieurs langues, lorsque les produits ou services sont utilisés dans un environnement multilingue. Ceci est fréquent dans l'Union européenne.

#### Fonctionnalités
Le soumissionnaire doit prouver que son produit ou service répond bien aux fonctionnalités décrites dans le cahier des charges.

#### Accompagnement
Le soumissionnaire doit disposer de capacités en ressources humaines permettant d'accompagner le client tout au long de la mise en œuvre et de la vie du produit ou du service, en particulier il doit avoir un réseau de distribution et de service après-vente suffisant dans la zone géographique du client. C'est un critère important comme le critère financier.

#### Caractéristiques du fournisseur
Il s'agit des effectifs, de la pérennité, de la présence sur le marché local, etc.

#### Méthodologie
Il est préférable que le soumissionnaire se conforme aux bonnes pratiques ou aux standards méthodologiques de la profession. Ce critère n'est pas forcément discriminatoire, si le standard méthodologique dépasse les besoins du maître d'ouvrage.

#### Technique
Les capacités techniques du soumissionnaire doivent être vérifiées, en particulier la conformité à des standards ou normes techniques reconnus sur le marché.

## Cas des marchés publics

### En France
En France, les principes fixés par le Législateur, qui régissent les appels d'offres, sont notamment le principe d'égalité de traitement des candidats et le principe de liberté d'accès et de transparence. Les sources de diffusion officielles y sont le Bulletin officiel des annonces de marchés publics (BOAMP) et le Journal officiel de l'Union européenne (JOUE), mais de nombreux marchés sont diffusés uniquement sur les sites web de certaines collectivités. Le ministère de l'Économie et des Finances français n'ayant pas encore trouvé de solution unique pour diffuser les appels d'offres, il encourage les entreprises soumissionnaires à utiliser des solutions de veille sur les marchés publics.
L'attribution des marchés publics se fait selon les règles du droit des marchés publics en France régi par le Code de la commande publique. Les maîtres d'ouvrage désignés comme pouvoirs adjudicateurs ou entités adjudicatrices doivent respecter une procédure stricte de sélection afin de garantir l'égalité de traitement entre les entreprises candidates et la liberté d'accès aux procédures, et répondre à un principe de transparence.
Au-dessus de certains seuils , il est obligatoire de passer une procédure formalisée. L'appel d'offres figure parmi ces procédures formalisées. Il existe trois types de procédures formalisée :
- appel d'offres, dit « ouvert » lorsque tout opérateur économique peut remettre une offre et dit « restreint » lorsque seuls les opérateurs économiques qui y ont été autorisés après sélection peuvent remettre des offres ;
- dialogue compétitif ;
- procédure avec négociation.

Au-dessous du seuil des procédures formalisées, le marché peut être passé selon une procédure allégée. On parle alors de « marché passé selon une procédure adaptée » ou plus couramment de « marché à procédure adaptée » (MAPA).

### En Algérie
Le processus d’obtention de marchés publics en Algérie obéit à une réglementation qui évolue pour s’adapter aux mutations économiques que connaît le pays.
En effet le décret présidentiel no 15/247 du 20 septembre 2015,, paru au Journal officiel no 50 du 20 septembre 2015 (entré en vigueur le 20 décembre 2015), réglemente cet aspect de la vie économique.
Il convient de noter que le nouveau code a prévu des modifications concernant la caution de bonne exécution et a défini une méthodologie qui sert a retenir « l'offre économiquement la plus avantageuse ». 
Processus
– Le cahier des charges : la préparation d’un appel d’offres donne lieu à l’élaboration d’un cahier des charges. Il s’agit d’un document émanant du commanditaire (maître d’ouvrage) pour formuler avec exactitude du besoin, aussi bien sur le plan administratif, financier et particulièrement sur le plan technique. Il décrit :
- le besoin du maître d’ouvrage ;
- les fonctionnalités et usages attendus du produit ou service ;
- les exigences techniques attendues ;
- les contraintes de la maîtrise d’ouvrage ;
- le dossier administratif ;
- le mode d’évaluation ;
- la présentation de l’offre financière ou commerciale.

Ce document avant sa diffusion doit être contrôlé, et approuvé en interne par la commission des marchés du maître d’ouvrage, afin de faire respecter les trois principes de cette réglementation :
- L’accès libre à la commande publique ;
- La transparence des procédures ;
- L’égalité de traitement des candidats.

Pour retirer le cahier des charges, le soumissionnaire doit se présenter à l’adresse mentionnée sur l’avis d’appel d’offres munis des documents suivants : 
- Les frais de retrait : d'un montant fixé par le service contractant, ils doivent être payé lors du retrait soit sous forme de virement bancaire en fournissant l’ordre de versement, soit en espèces contre une quittance de paiement.
- Le cachet de l’entreprise : le soumissionnaire doit se présenter muni du cachet de l’entreprise afin de signer le registre de retrait.
- La procuration : le retrait du cahier peut être délégué par le soumissionnaire a une autre personne a l’appui d’une procuration ou mandat, elle doit être valable, claire, et doit contenir le cachet du soumissionnaire.

En outre, toute personne qui souhaite retirer le cahier des charges doit apporter : 
- Une pièce d'identité.
- Un flash-disque[Quoi ?].
- Le prix du cahier en liquide.
- L'avis d'appel d'offres imprimé.

– L’appel d’offres : il s’agit d’une procédure qui permet à un commanditaire (le maître d’ouvrage), une entreprise, une institution ou un organisme (qui formule un besoin en travaux, en fourniture, en services, ou en études à travers un cahier des charges) de lancer un appel d’offres ou une consultation auprès d’entreprises (le soumissionnaire qui sera éventuellement le prestataire de service) les plus à même de réaliser une prestation avec le meilleur rapport qualité/prix en choisissant l’offre économiquement la plus avantageuse. L’appel d’offres peut être alloti c'est-à-dire subdivisé en plusieurs lots. L’appel d’offres peut être national ou international ou les deux à la fois, il se subdivise en cinq catégories :
- L’appel d’offres ouvert ;
- L’appel d’offres restreint ;
- L’appel d’offres avec exigences de capacités minimales ;
- L’appel d’offres de présélection ;
- Le concours.

– La consultation : en dessous des seuils suivants, le commanditaire ou maître d’ouvrage peut lancer une simple consultation :
- En dessous de 12 millions de dinars pour les travaux et fournitures ;
- En dessous de 6 millions de dinars pour les services et études ;

La consultation peut revêtir deux formes :
- le marché de gré à gré après consultation (consultation d’au moins trois fournisseurs) ; est autorisé après deux appels d’offres infructueux.
- le marché de gré à gré simple (consultation d’un unique fournisseur) pour certains cas prévus par la loi (urgence impérieuse, situation de monopole….).

– La publicité : afin d’assurer une transparence et un accès libre à l’information, la loi fait obligation au maitre d’ouvrage de faire publier l’appel d’offres sur deux quotidiens nationaux (un en langue arabe et un en langue française). La publicité de la consultation peut se faire soit par voie de presse, soit par voie d’affichage au siège de l’entreprise, soit par simple lettre.
– Les délais : l’appel d’offres ou la consultation comporte dans tous les cas de figures un délai pour le retrait du cahier des charges et dépôt des soumissions. Ces deux délais correspondent à la même journée.
– Le processus de traitement : passé le délai indiqué sur l’appel d’offres, le processus de traitement de l’opération, commence la tenue de la réunion de la commission d’ouverture des plis et d’évaluation des offres (COPEO), qui se réunit en deux phases :
- L’ouverture des plis, qui est publique (examen de la conformité de la soumission).
- L’évaluation des offres, à huis clos (choix du soumissionnaire présentant l’offre économiquement la plus avantageuse) selon le barème indiqué sur le cahier des charges.

Après le délai consacré à l’ouverture des plis et à l’évaluation, ce processus peut aboutir à plusieurs hypothèses :
- le marché est attribué : choix d’un prestataire ayant obtenu la meilleure note, auquel cas le maître d’ouvrage publie un « Avis d’attribution provisoire » dans deux quotidiens nationaux, avec certaines indications obligatoires. Cette publication ouvre la voie aux éventuels recours, les soumissionnaires non retenus auront droit à dix jours à compter de la publication pour introduire leurs recours.
- le marché n’est pas attribué : soit qu’il est déclaré « infructueux » (pas de soumissionnaires, soumissionnaires ne répondant pas aux critères du cahier des charges….), soit que l’appel d’offres est déclaré « annulé » (pour des raisons internes au maître d’ouvrage). Dans ces deux cas de figure, le maître d’ouvrage doit en faire la publicité, dans les mêmes formes que l’appel d’offres.

Passé le délai imparti aux recours, la commission des marchés se réunit pour statuer sur l’attribution définitive du marché objet de l’appel d’offres, sans obligation d’en faire la publicité. La commission des marchés procède ainsi à l’examen de toute la procédure mise en œuvre pour cette opération (de l’élaboration du cahier des charges jusqu’à l’attribution définitive).
– L'exécution du marché : l’exécution du marché prend effet par la notification de l’attribution du marché au cocontractant retenu, en seconde phase il sera procédé à la signature du marché ou du contrat et la notification d’un ordre de service (ODS) de début des travaux de fournitures ou de prestation de service.
L’exécution de la prestation objet du marché donne lieu à un suivi rigoureux de cette phase, que ce soit en matière de respect des délais ou en matière de qualité de la prestation (travaux, fournitures, services ou études) conformément aux dispositions du contrat liant les deux parties. Ce suivi donne lieu au paiement des situations de travaux ou autres, soit l’établissement d’un procès-verbal de réception provisoire ou définitif selon les termes convenus dans le marché.

### Aux États-Unis
L'État fédéral des États-Unis a mis en place depuis longtemps une législation très contraignante pour protéger les entreprises américaines.

### Au Canada
Il y a quelques principaux systèmes électroniques d'appels d'offres au Canada. Parmi eux Industrie Québec, le gouvernement du Québec (via SEAO) ainsi que MERX.
Industrie Québec est un site internet qui facilite la recherche de contrats et de fournisseurs. Il offre également plusieurs services facilitant la gestion des contrats et la sélection des fournisseurs. Industrie Québec est un logiciel en tant que service. C’est au mois de septembre 2014 qu’il fit son entrée au programme BizSpark de Microsoft.
Selon une étude parue en 2022, la région de Waterloo a vu une baisse moyenne de 14 % du prix du plus bas soumissionnaire lors ses appels d’offres publics, à la suite du passage du projet de loi 66, un projet de loi qui a pour conséquence d’élargir le bassin d’entreprises éligibles pouvant soumissionner sur un appel d’offres public.

### En République démocratique du Congo (RDC)
La République démocratique du Congo dispose d'une législation protégeant et facilitant la passation des appels d'offres.

## Méthodes et outils
- L'analyse de risque est au cœur d'un processus de réponse à appel d'offres
- La formalisation et l'organisation des informations peuvent être facilitées en utilisant une carte heuristique (mind mapping). Différents logiciels existent, notamment FreeMind. Vous pouvez alors « déconstruire » l'appel d'offres et bâtir ainsi la carte de votre compréhension de la demande. Vous prélevez des fragments de données que vous ré-assemblez. Vous avez une tout autre vision de la demande, et vous adossez votre réponse dessus.
- La couverture des exigences du cahier des charges dans la réponse à appel d'offres peut être générée à l'aide de logiciels de gestion d'exigences dans un référentiel documentaire. Exemple de logiciel Reqtify.